# 50 metros mariposa
50 metros mariposa ou 50 metros borboleta é uma modalidade de velocidade do estilo mariposa (borboleta) da natação.

## Recordes mundiais masculinos

### Piscina longa (50 m)
| Tempo | Nadador         | Data                    | Ref.        |
| ----- | --------------- | ----------------------- | ----------- |
| 23.68 | Geoff Pankratov | 10 de agosto de 1996    |             |
| 23.60 | Geoff Huegill   | 14 de maio de 2000      |             |
| 23.44 | Geoff Huegill   | 27 de julho de 2001     | [ 2 ]       |
| 23.43 | Matt Welsh      | 2 de julho de 2003      | [ 2 ]       |
| 23.30 | Ian Crocker     | 29 de fevereiro de 2004 | [ 2 ]       |
| 23.01 | Roland Schoeman | 24 de julho de 2005     | [ 2 ]       |
| 22.96 | Roland Schoeman | 25 de julho de 2005     | [ 2 ]       |
| 22.43 | Rafael Muñoz    | 5 de abril de 2009      | [ 2 ]       |
| 22.27 | Andrii Govorov  | 1 de julho de 2018      | [ 2 ] [ 3 ] |

### Piscina curta (25 m)
| Tempo | Nadador                | Data                    | Ref.        |
| ----- | ---------------------- | ----------------------- | ----------- |
| 23.55 | Mark Foster            | 11 de fevereiro de 1995 |             |
| 23.45 | Mark Foster            | 15 de dezembro de 1995  |             |
| 23.35 | Denis Pankratov        | 8 de fevereiro de 1997  |             |
| 23.30 | Milos Milosevic        | 12 de dezembro de 1998  |             |
| 23.21 | Michael Klim           | 5 de setembro de 1999   |             |
| 23.19 | Lars Frölander         | 19 de março de 2000     |             |
| 23.11 | Michael Klim           | 19 de junho de 2000     |             |
| 22.87 | Mark Foster            | 17 de janeiro de 2001   | [ 4 ]       |
| 22.84 | Geoff Huegill          | 18 de dezembro de 2001  | [ 4 ]       |
| 22.84 | Geoff Huegill          | 22 de janeiro de 2002   | [ 4 ]       |
| 22.74 | Geoff Huegill          | 26 de janeiro de 2002   | [ 4 ]       |
| 22.71 | Ian Crocker            | 10 de outubro de 2004   | [ 4 ]       |
| 22.60 | Kaio Márcio de Almeida | 17 de dezembro de 2005  | [ 4 ]       |
| 22.50 | Matt Jaukovic          | 25 de outubro de 2008   | [ 4 ]       |
| 22.29 | Amaury Leveaux         | 6 de dezembro de 2008   | [ 4 ]       |
| 22.18 | Amaury Leveaux         | 14 de dezembro de 2008  | [ 4 ]       |
| 21.80 | Steffen Deibler        | 14 de novembro de 2009  | [ 4 ]       |
| 21.75 | Nicholas Santos        | 4 de outubro de 2018    | [ 4 ] [ 5 ] |

## Recordes mundiais femininos

### Piscina longa (50 m)
| Tempo | Nadadora              | Data                | Ref.        |
| ----- | --------------------- | ------------------- | ----------- |
| 26.54 | Inge de Bruijn        | 18 de junho de 1999 |             |
| 26.39 | Anna-Karin Kammerling | 1 de julho de 1999  |             |
| 26.29 | Anna-Karin Kammerling | 27 de julho de 1999 |             |
| 25.83 | Inge de Bruijn        | 20 de maio de 2000  |             |
| 25.64 | Inge de Bruijn        | 26 de maio de 2000  | [ 6 ]       |
| 25.57 | Anna-Karin Kammerling | 30 de julho de 2002 | [ 6 ]       |
| 25.46 | Therese Alshammar     | 13 de junho de 2007 | [ 6 ]       |
| 25.33 | Marleen Veldhuis      | 19 de abril de 2009 | [ 6 ]       |
| 25.07 | Therese Alshammar     | 29 de julho de 2009 | [ 6 ]       |
| 24.43 | Sarah Sjöström        | 5 de julho de 2014  | [ 6 ] [ 7 ] |

### Piscina curta (25 m)
| Tempo | Nadadora              | Data                    | Ref.        |
| ----- | --------------------- | ----------------------- | ----------- |
| 26.73 | Amy Van Dyken         | 1 de fevereiro de 1995  |             |
| 26.56 | Angela Kennedy        | 12 de fevereiro de 1995 |             |
| 26.55 | Misty Hyman           | 19 de abril de 1997     |             |
| 26.48 | Jenny Thompson        | 29 de novembro de 1997  |             |
| 26.05 | Jenny Thompson        | 2 de dezembro de 1998   |             |
| 26.00 | Jenny Thompson        | 18 de novembro de 1999  |             |
| 25.64 | Anna-Karin Kammerling | 10 de dezembro de 1999  |             |
| 25.60 | Anna-Karin Kammerling | 15 de dezembro de 2000  |             |
| 25.36 | Anna-Karin Kammerling | 25 de janeiro de 2001   | [ 8 ]       |
| 25.33 | Anna-Karin Kammerling | 12 de março de 2005     | [ 8 ]       |
| 25.32 | Felicity Galvez       | 11 de abril de 2008     | [ 8 ]       |
| 25.31 | Therese Alshammar     | 12 de novembro de 2008  | [ 8 ]       |
| 24.99 | Marieke Guehrer       | 15 de novembro de 2008  | [ 8 ]       |
| 24.75 | Therese Alshammar     | 17 de outubro de 2009   | [ 8 ]       |
| 24.46 | Therese Alshammar     | 11 de novembro de 2009  | [ 8 ]       |
| 24.38 | Therese Alshammar     | 22 de novembro de 2009  | [ 8 ] [ 9 ] |